# レジー・ブッシュ
レジー・ブッシュ（Reginald Alfred Bush II、1985年3月2日- ）はカリフォルニア州サンディエゴ出身の元アメリカンフットボール選手。ポジションはランニングバック。2005年にハイズマン賞を受賞したが、2010年9月に返上した。その後、2024年に運営組織が受賞を再認定した。

## 経歴

### 大学時代

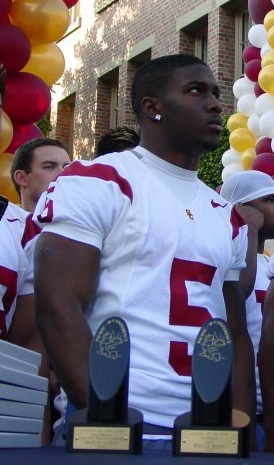
USCのナショナルチャンピオンシップを祝っているレジー・ブッシュ（2004年）

ピート・キャロルのリクルートを受けて南カリフォルニア大学(USC)に入団した。2003年から2005年まで、彼の在学中3年間にチームは全米1位に2度なっている。1年次の2003年にUSCの選手としては1974年のアンソニー・ジョンソン以来となるキックオフリターンでパシフィック・テン・カンファレンストップの成績を残しフレッシュマン・オールアメリカンに選ばれた。彼の獲得したオールパーパスヤードは1331ヤードとなり、これは大学の新人記録となった。90回のランで521ヤードを獲得し3タッチダウンをあげた。
2004年には数試合で先発出場しなかったが143回のランで908ヤード（平均6.3ヤード）を獲得し6タッチダウン、レシーブでも43回で509ヤード（平均11.8ヤード）を獲得7タッチダウン、またキックオフリターンでは平均25.6ヤード、パントリターンでは平均15.7ヤードをあげてハイズマン賞の投票で5位となると共にウォルター・キャンプ賞のファイナリストにもなった。トータルで2,330ヤードを獲得した彼はマーカス・アレン以来となるカンファレンストップのオールパーパスヤードを獲得した。この年彼は52ヤードのタッチダウンパスも投げている。
2005年には200回のランで1740ヤード（平均8.7ヤード）を走り16タッチダウンをあげた。またチーム3位の39回のレシーブで481ヤード（平均12.9ヤード）2タッチダウンもあげている。パントリターンでは平均9.9ヤード、キックオフリターンでは平均17.6ヤードを走った。全米トップの1試合平均で合計222.3ヤード（ランで全米4位の平均133.85ヤード）を獲得しハイズマン賞、ドーク・ウォーカー賞、AP通信によるカレッジフットボール最優秀選手などに選ばれた（ハイズマン賞についてはスポーツマーケティング会社からの不当な利益供与があった事が発覚し返上した)。11月19日のカリフォルニア州立大学フレズノ校戦ではランで294ヤード、レシーブで68ヤード、リターンで151ヤードと合計513ヤードのカンファレンス記録を達成している。3シーズンのキャリアで39試合に出場先発出場はわずか14試合だったがNCAAディビジョンI-A史上10位となるオールパーパスヤード6,541ヤード（ラン433回で3,169ヤード（平均7.3ヤード）25タッチダウン、レシーブ95回で1,301ヤード（平均13.7ヤード）13タッチダウン、キックオフリターンで1,522ヤード1タッチダウン、パントリターンで559ヤード）3タッチダウンの成績を残した。
2005年に合計2,611ヤード、18タッチダウンをあげた彼は12月10日に行われたハイズマン賞の投票で1位票784を獲得、合計2,541ポイントで2位のヴィンス・ヤング（1位票79、合計1,608ポイント）などを破り受賞した(当時)。3位には1位票18を獲得したマット・ライナートがなった。この時点で彼はハイズマン賞選考でO・J・シンプソン（1968年に1位票855で選出された。）に次ぐ歴代2位となる1位票、ポイントを獲得した。USC出身選手としては史上7人目の受賞であった（現在同校出身選手は6人受賞）。彼はドーク・ウォーカー賞
、ウォルター・キャンプ賞も受賞しカンファレンスの最優秀攻撃選手にも選ばれた。彼とチームメートのマット・ライナートはローズボウル史上初のハイズマン賞受賞者コンビとなった(当時)。テキサス大学とのこの試合で彼はランで82ヤード、レシーブで95ヤード、キックオフリターンで102ヤードを獲得し1タッチダウンをあげたが試合は敗れ相手QBのヴィンス・ヤングや123ヤードを走り、3タッチダウンをあげたチームメートのレンデル・ホワイトに比べて目立たなかった。試合中ロングランをしてタックルを受ける前に彼はラテラルパスを試みたが失敗し相手にボールを奪われている。
2004年にUSCが獲得した全米王座のタイトルは剥奪された。
彼が返上したハイズマン賞のレプリカトロフィーはNCAAに返却され、その後博物館に貸しだされていたが、2011年7月15日に彼の家族に返還された。

### ニューオーリンズ・セインツ
2006年1月12日、彼は4年に進学せずNFLドラフトにアーリーエントリーすることを発表した。識者は彼が2006年のドラフトで全体1位指名権を持つヒューストン・テキサンズが指名すると予想したがテキサンズはノースカロライナ州立大学のディフェンスエンド、マリオ・ウィリアムスを指名、全体2位でニューオーリンズ・セインツが彼を指名した。ヒューストン・テキサンズがブッシュを指名しなかったことに対してESPNのコメンテーター、レン・パスカレリは厳しく批判した。ドラフトの3日前の4月26日に彼はスポーツメーカーのアディダスと複数年契約を結んだ。
ブッシュがセインツに指名されたことはセインツファンを大いに感激させて背番号が決まる前にもかかわらずリーボックによるとレプリカ・ジャージの注文が15,000以上舞い込んだ。彼は高校、大学時代と同じ5番をつけたがったがNFLの規定によりランニングバックは20番から49番を着用することとなっているため彼の希望は通らなかった。ミニキャンプ中は5番をつけてプレーすることを許可された。5月23日に彼の要望は公式に却下され5月25日に彼の背番号はフレッド・マカフィーが着けていた25番となることが発表された。彼はレプリカ･ジャージの売り上げの4分の1をハリケーン・カトリーナの被災者の支援にあてた。また背番号を譲ってもらったマカフィーが行っている、彼の故郷であるミシシッピ州向けのチャリティーにその半分を回した。
彼はペプシコーラ、ゼネラルモーターズ、アディダス、サブウェイなどとCM契約し契約金額が合計およそ500万ドルとなり、ペイトン・マニングに次いでNFL選手としてのCM契約額2位となった。トレーニングキャンプ中に彼はチームメートのジョー・ホーンにベイビー・マトリックスと呼ばれるようになった。
1年目のシーズンは浮き沈みのあるものとなった。開幕戦のクリーブランド・ブラウンズ戦で先発したチームメートのデュース・マカリスターよりもボールを渡される回数は少なかったがラン、レシーブ、リターンで141ヤードを獲得しチームは19-14で勝利した。シーズン折り返し時点で彼はNFLのRB最低の1回あたり2.55ヤードの獲得でタッチダウン0だったがRBとしては最多の46回のパスレシーブをしていた。11月12日のピッツバーグ・スティーラーズ戦でプロ初タッチダウンをあげた。12月3日のサンフランシスコ・フォーティナイナーズ戦ではチームタイ記録となる4タッチダウンをあげ合計で168ヤードを獲得、チームの8勝目に貢献した。12月10日に行われたプレーオフ争いをしているダラス・カウボーイズ戦では62ヤードのタッチダウンをあげてチームは42-17で勝利した。12月26日のニューヨーク・ジャイアンツ戦では自己ベストの126ヤードを走りタッチダウンをあげた。プレーオフ第2シードが決まった12月31日のカロライナ・パンサーズ戦では3回のランのみで彼は温存された。翌2007年1月5日に投票が行われたAP通信による最優秀新人選手賞の投票で彼は5位となった。
2007年1月13日に行われたフィラデルフィア・イーグルスとのディビジョナルプレーオフで彼は12回のランで52ヤードを走り1タッチダウン、3回のレシーブで22ヤードを獲得、チームは27-24で勝利しチーム創設40年目で初めてNFCチャンピオンシップゲームに進出した。1月21日に行われたシカゴ・ベアーズとの試合で自陣22ヤードでドリュー・ブリーズからのパスを受けた彼は78ヤードを走り88ヤードのタッチダウンを決めて14-16となり一時2点差に詰め寄った。このプレーの後、彼は相手LBのブライアン・アーラッカーに対してあざけりを意味する指を立ててNFLから5000ドルの罰金を受けた。
2007年の開幕戦でスーパーボウルチャンピオンのインディアナポリス・コルツと対戦、10-41でチームは敗れた。この試合彼は12回のランで38ヤードの獲得にとどまった。翌週のタンパベイ・バッカニアーズ戦でもチームは14-31で破れ彼は10回のランで27ヤードと平均2.7ヤードしか獲得できなかった。第3週のテネシー・タイタンズ戦で彼は1ヤードのタッチダウンランを2回あげたが7回のランで15ヤードしか獲得できずチームは3連敗を喫した。この年彼は581ヤード（1回あたり3.6ヤード）を走り6タッチダウン、左ひざの負傷で最後の4試合を欠場した。キャリア最初の2年間であげた171回のパスレシーブはNFL記録である。
2008年、マカリスターが負傷で不在となったタンパベイ・バッカニアーズとの開幕戦、彼は先発出場し14回のランで51ヤードを走りレシーブ8回で112ヤードを獲得、42ヤードのタッチダウンをあげた。第3週のデンバー・ブロンコス戦では18回のキャリーで73ヤードを走りカットバックによる23ヤードのタッチダウンラン、レシーブ11回で75ヤードを獲得、ゴールライン付近でブリーズからのスイングパスを受けて6ヤードのタッチダウンレシーブをあげた。10月6日のミネソタ・バイキングス戦ではパントリターンから2タッチダウンをあげた12人目の選手となった。この試合もう少しのところでNFL記録となる3タッチダウン目をあげるところであった。12月12日のオークランド・レイダース戦で彼はキャリア34試合目で200回目のパスキャッチとなるNFLタイ記録を達成した。10月19日のカロライナ・パンサーズ戦で負傷した彼は左ひざの手術を翌日行った。11月30日のタンパベイ・バッカニアーズ戦で彼は復帰したがラン3回で獲得ヤードなし、レシーブ5回で32ヤードの獲得にとどまりチームは20-23で敗れた。しかし翌週のアトランタ・ファルコンズ戦では100ヤード以上を走り、タッチダウンレシーブを決める活躍を見せてチームは29-25で勝ちプレーオフ戦線にとどまった。12月11日、シカゴ・ベアーズにオーバータイムの末敗れた試合後、彼の左膝は再手術が必要となった。シーズン最後の2試合彼は故障者リスト入りすることとなり、106回のランで404ヤード、52回のレシーブで440ヤード、合計9タッチダウンの成績でシーズンを終えた。翌年1月9日彼が手術したことがチームから発表され復帰には数ヶ月のリハビリが必要であることが明らかにされた。
2009年、8月5日に左ひざの痛みのためトレーニングキャンプを離脱、プレシーズンゲーム3試合に欠場した。この年レギュラーシーズンでも11試合目、12試合目を欠場、15試合目もハムストリングの負傷でほとんどプレーをしなかった。成績はほとんどのカテゴリでプロ入り以来最低となり14試合の出場で390ヤードを走り5TD、47回のキャッチで335ヤードを獲得、3TDの成績を残した。2010年1月16日のアリゾナ・カージナルスとのディビジョナルプレーオフではわずか5回のキャリーであったが46ヤードのTDランを含む84ヤードを走り、第3Q終わりには83ヤードのパントリターンTDもあげチームは45-14で勝利した。1月24日のNFCチャンピオンシップゲームでは7回のキャリーで8ヤード、2回のキャッチで33ヤードの獲得に終わり、パントリターンではファンブルも記録したが試合終盤に彼があげたTDレシーブでチームは初のスーパーボウル出場を決めた。インディアナポリス・コルツとの第44回スーパーボウルは31-17でセインツが勝利しスーパーボウル初優勝を果たした。
2010年、第2週のサンフランシスコ・フォーティナイナーズ戦でパントリターナーを務めた際、ファンブルし、ボールを自らリカバーしたものの負傷し数週間欠場することとなった。

### マイアミ・ドルフィンズ
2011年の年俸が1,180万ドルであった彼は高年俸がネックとなり、ドラフト1巡でチームがマーク・イングラム2世を獲得したこともあり、同年7月28日、ジョナソン・アマヤ及び複数のドラフト指名権と共にマイアミ・ドルフィンズへトレードされ、チームと2年1000万ドルで契約を結んだ。
2012年、第2週のオークランド・レイダースでラン172ヤード、レシーブで27ヤードを獲得、2TD
をあげる活躍を見せて、AFC週間MVP攻撃部門に選ばれた。9月下旬、同地区ライバルのニューヨーク・ジェッツのダレル・リーヴィスがシーズン絶望の負傷を負ったことについて、当然の報いと発言し騒動を起こした。11月11日のテネシー・タイタンズ戦では第1Qにファンブルロスト、その後サイドラインに下げられたまま起用されることはなかった。第16週のバッファロー・ビルズ戦ではラン19回で65ヤード、1TD、レシーブ4回42ヤード、2TDと合計3TDをあげて勝利に貢献した。

### デトロイト・ライオンズ
2013年3月13日、デトロイト・ライオンズと4年契約を結んだ。ライオンズ移籍後最初の試合でスクリーメージラインから191ヤードを獲得した。
2015年2月28日、ライオンズから解雇された。

### サンフランシスコ・フォーティナイナーズ
2015年3月18日、サンフランシスコ・フォーティナイナーズと契約を結んだ。
2016年シーズンはバッファロー・ビルズに所属し、2017年末に引退を表明した。

## 評価
ESPNの選ぶ偉大な25人のカレッジフットボールプレイヤーの第24位に選ばれている。

## その他
- 2005年12月25日のスポーツ・イラストレイテッドの表紙をマット・ライナートと飾った。またEAスポーツから発売されているNCAA Football 07のカバープレイヤーとなっている[28]。
- シアラのミュージックビデオ、『Like a Boy』に出演している。2人がつきあっているのではと噂されたがシアラによって否定された。
- 2007年6月26日にはデビッド・ベッカムと共にアディダスの「Futbol Meets Football」と名づけられた13回にわたるCMシリーズで競演した。
- ディーヴァに所属するイヴ・トーレスと大学時代に1回デートしたことがある。その後キム・カーダシアンともデートしたことが2007年のESPY賞授賞式の際にマット・ライナートから明かされた。
- 2009年にBETアワードの男性スポーツ選手部門にノミネートされた。